# Ali Reza Solejmani
Ali Reza Solejmani (pers. عليرضا كربلايى سليمانى; ur. 2 lutego 1956 w Teheranie, zm. 21 maja 2014 tamże) – irański zapaśnik w stylu wolnym. Dwukrotny olimpijczyk. Szósty w Barcelonie 1992 w wadze 130 kg; odpadł w eliminacjach w Montrealu 1976 w kategorii 90 kg.
Trzykrotny uczestnik mistrzostw świata, zdobył złoto w 1989. Najlepszy na igrzyskach azjatyckich w 1986. Cztery razy sięgał po tytuł mistrzowski w Azji – w 1981, 1983, 1989 i 1991.